# Pandanus associatus
Pandanus associatus är en enhjärtbladig växtart som beskrevs av Huynh. Pandanus associatus ingår i släktet Pandanus och familjen Pandanaceae.
Artens utbredningsområde är Komorerna. Inga underarter finns listade.